# Liste des présidents de la Société entomologique de France
Voici la liste des présidents de la Société entomologique de France, fondée en 1832.
- 1832 : Jean Guillaume Audinet-Serville (1775-1858).
- 1833 : Amédée Louis Michel Lepeletier (1770-1845).
- 1834 : Victor Audouin (1797-1841).
- 1835 : Charles Athanase Walckenaer (1771-1852).
- 1836 : Philogène Auguste Joseph Duponchel (1774-1846).
- 1837 : Victor Audouin (1797-1841) (deuxième mandat).
- 1838 : Jean-Baptiste Alphonse Dechauffour de Boisduval (1799-1879).
- 1839 : Pierre Rambur (1801-1870).
- 1840 : Pierre François Marie Auguste Dejean (1780-1845).
- 1841 : Charles Athanase Walckenaer (1771-1852) (deuxième mandat).
- 1842 : Charles Nicolas Aubé (1802-1869).
- 1843 : Henri Milne-Edwards (1800-1885).
- 1844 : Ferdinando Arborio Gattinara di Breme (1807-1869).
- 1845 : Claude Charles Goureau (1790-1879).
- 1846 : Félix Édouard Guérin-Méneville (1799-1874).
- 1847 : Louis Jérôme Reiche (1799-1890).
- 1848 : Charles Jean-Baptiste Amyot (1799-1866).
- 1849 : Achille Guénée (1809-1880).
- 1850 : Louis Alexandre Auguste Chevrolat (1799-1884).
- 1851 : Louis Jérôme Reiche (1799-1890) (deuxième mandat).
- 1852 : Claude Charles Goureau (1790-1879) (deuxième mandat).
- 1853 : Jean-Baptiste Alphonse Dechauffour de Boisduval (1799-1879) (deuxième mandat).
- 1854 : Léon Marc Herminie Fairmaire (1820-1906).
- 1855 : Frédéric Jules Sichel (1802-1868).
- 1856 : Louis Jérôme Reiche (1799-1890) (troisième mandat).
- 1857 : Eugène Bellier de La Chavignerie (1819-1888).
- 1858 : Jean-Baptiste Alphonse Dechauffour de Boisduval (1799-1879) (troisième mandat).
- 1859 : Jacques Marie Frangile Bigot (1818-1893).
- 1860 : Joseph Alexandre Laboulbène (1825-1898).
- 1861 : Victor Antoine Signoret (1816-1889).
- 1862 : Louis Alexandre Auguste Chevrolat (1799-1884) (deuxième mandat).
- 1863 : Louis Jérôme Reiche (1799-1890) (quatrième mandat).
- 1864 : Charles Nicolas Aubé (1802-1869) (deuxième mandat).
- 1865 : Auguste Jean François Grenier (1814-1890).
- 1866 : Auguste Simon Paris (1794-1869).
- 1867 : Maurice Jean Auguste Girard (1822-1886).
- 1868 : Jean-Étienne Berce (1803-1879).
- 1869 : François Louis Paul Gervais (1816-1879).
- 1870 : Joseph Étienne Giraud (1808-1877).
- 1871 : Sylvain Auguste de Marseul (1812-1890).
- 1872 : Joseph Alexandre Laboulbène (1825-1898) (deuxième mandat).
- 1873 : Charles N. F. Brisout de Barneville (1822-1893).
- 1874 : Charles Eugène Leprieur (1815-1892).
- 1875 : Eugène Simon (1848-1924).
- 1876 : Paul Mabille (1835-1923).
- 1877 : Louis Jérôme Reiche (1799-1890) (cinquième mandat).
- 1878 : François Louis Paul Gervais (1816-1879) (deuxième mandat).
- 1879 : Pierre Mégnin (1828-1905).
- 1880 : Charles Eugène Leprieur (1815-1892) (deuxième mandat).
- 1881 : Léon Marc Herminie Fairmaire (1820-1906) (deuxième mandat).
- 1882 : Louis Jérôme Reiche (1799-1890) (sixième mandat).
- 1883 : Victor Antoine Signoret (1816-1889) (deuxième mandat).
- 1884 : Édouard Lefèvre (1839-1894).
- 1885 : Émile Louis Ragonot (1843-1895).
- 1886 : Jules Bourgeois (1847-1911).
- 1887 : Eugène Simon (1848-1924) (deuxième mandat).
- 1888 : Jules Künckel d'Herculais (1843-1918).
- 1889 : Joseph Alexandre Laboulbène (1825-1898) (deuxième mandat).
- 1890 : Paul Mabille (1835-1923) (deuxième mandat).
- 1891 : Antoine Henri Grouvelle (1843-1917).
- 1892 : Camille Jourdheuille (1830-1909).
- 1893 : Édouard Lefèvre (1839-1894) (deuxième mandat).
- 1894 : Félix de Vuillefroy-Cassini (1841-1918).
- 1895 : Émile Louis Ragonot (1843-1895) (deuxième mandat).
- 1896 : Alfred Giard (1846-1908).
- 1897 : Antoine Henri Grouvelle (1843-1917) (deuxième mandat).
- 1898 : Louis Eugène Bouvier (1856-1944).
- 1899 : Charles Alluaud (1861-1949).
- 1900 : Alfred Giard (1846-1908) (deuxième mandat).
- 1901 : Eugène Simon (1848-1924) (troisième mandat).
- 1902 : Henri W. Brölemann (1860-1933).
- 1903 : Louis-Félix Henneguy (1850-1928).
- 1904 : Paul Mabille (1835-1923) (troisième mandat).
- 1905 : Albert Leveillé (?-1911).
- 1906 : Paul Marchal (1862-1942).
- 1907 : Pierre Lesne (1871-1949).
- 1908 : Joseph de Joannis (1864-1932).
- 1909 : Jules Künckel d'Herculais (1843-1918) (second mandat).
- 1910 : Maurice Maindron (1857-1911).
- 1911 : Armand Janet (1860-1921).
- 1912 : Jules de Gaulle (1850-1922).
- 1913 : Jean Sainte-Claire Deville (1870-1932).
- 1914 : Charles Alluaud (1861-1949) (second mandat).
- 1915 : Étienne Rabaud (1868-1956).
- 1916 : Joseph de Joannis (1864-1932) (second mandat).
- 1917 : Henry Desbordes (1856-1940).
- 1918 : Paul Marchal (1862-1942) (second mandat).
- 1919 : E. Moreau.
- 1920 : Julien Achard (1881-1925).
- 1921 : Jacques M.R. Surcouf (1873-1934).
- 1922 : Auguste Eugène Méquignon (1875-1958).
- 1923 : Étienne Rabaud (1868-1956) (second mandat).
- 1924 : François Picard (1879-1939).
- 1925 : Raymond Peschet (1880-1940).
- 1926 : Louis Sémichon.
- 1927 : Émile Roubaud (1882-1962).
- 1928 : Louis Dupont (entomologiste).
- 1929 : Pierre Marié.
- 1930 : Paul Vayssière (1889-1984).
- 1931 : Constantin Dumont (1849-1932).
- 1932 : René Gabriel Jeannel (1879-1965).
- 1933 : L.H. Berthet.
- 1934 : Louis Fage (1883-1964).
- 1935 : Victor Laboissière (1875-1942).
- 1936 : Charles Fagniez (1874-1952).
- 1937 : Victor Laboissière (1875-1942),(second mandat).
- 1938 : Pierre Lesne (1871-1949).
- 1939 : André Théry (1864-1947).
- 1940 : Jacques de Lépiney (1896-1941).
- 1941 : Pierre-Paul Grassé (1895-1985).
- 1942 : André Maublanc (1880-1958).
- 1943 : Henri Stempffer (1894-1978).
- 1944 : Lucien Berland (1888-1962).
- 1945 : Émile Licent (1876-1952).
- 1946 : Lucien Marceron (1892-1966).
- 1947 : Raymond Poutiers (1886-1970).
- 1948 : Alfred Balachowsky (1901-1983).
- 1949 : Simon Le Marchand (1882-1953).
- 1950 : Dr. Jean Balazuc (1914-1994).
- 1951 : Pierre Lepesme (1913-1957).
- 1952 : Robert-Philippe Dollfus (1887-1976).
- 1953 : Claude Herbulot (1908-2006).
- 1954 : G. Pécoud (1883-1970).
- 1955 : Paul Pesson (1911-1989).
- 1956 : Gaston Ruter (1898-1979).
- 1957 : Hervé de Toulgoët (1911-2009).
- 1958 : Dr. Emile Rivalier (1892-1979).
- 1959 : Adrien Roudier (1918-2000).
- 1960 : Guy Colas (1902-1993).
- 1961 : Henry Bertrand (1892-1978).
- 1962 : Général P. Dispons.
- 1963 : Mademoiselle G. Cousin (1896-1992).
- 1964 : Dr. Pierre Rebillard (1900-1974).
- 1965 : Dr. Henri Henrot (1913-1973).
- 1966 : Jacques Carayon (1916-1997) (Entomologiste).
- 1967 : Henri Joseph Oberthür.
- 1968 : André Villiers (1915-1983).
- 1969 : J. Jarrige (1904-1975).
- 1970 : André Badonnel (1898-1991).
- 1971 : Bertrand Possompès (1912-1975).
- 1972 : Claude Lemaire (1921-2004).
- 1973 : Charles E. Rungs (1908-1999).
- 1974 : Emile Biliotti (1924-1978).
- 1975 : Jean Péricart (1928-2011).
- 1976 : Jean-René Le Berre (1922-1976).
- 1977 : Jacques Nègre (1908-1988).
- 1978 : Franklin Pierre (1918-1990).
- 1979 : A. Vachon (? -1983).
- 1980 : J. Bergerard.
- 1981 : Adrien Roudier (2e fois).
- 1982 : Renaud Paulian (1913-2003).
- 1983 : Jacques Chassain.
- 1984 : Claude Caussanel (1933-1999).
- 1985 : Jean Péricart (2e fois).
- 1986 : J. Bergerard (2e fois).

Depuis 1987, les présidents sont élus pour 2 mandats de 1 an au maximum.
- 1987 - 1988 : Paul Pesson (1911-1989) (second mandat).
- 1989 - 1990 : Armand Matocq.
- 1991 - 1992 : Jacques Pierre.
- 1993 - 1994 : G. H. Perrault.
- 1995 - 1996 : Jean-Louis Dommanget.
- 1997 - 1998 : G. H. Perrault.
- 1999 - 2000 : Claude Girard (entomologiste).
- 2001 - 2002 : Imré Foldi.
- 2003 : Jacques Forel.
- 2004 - 2005 : Thierry Deuve.
- 2006 - 2007 : Yves Gomy.
- 2008 - 2009 : Roger Roy.
- 2010 - 2011 : Philippe Magnien (entomologiste).
- 2012 - 2013 : Daniel Rougon.
- 2014 - 2015 : Hubert Piguet.
- 2016 - 2017 : Philippe Ponel.
- 2018 : Laurent Péru.
- 2019 - 2020 : Philippe Le Gall (Entomologiste français)
- 2021 - 2022 : Bernard Moncoutier.
- 2023 - 2024 : Thierry Bourgoin.